# Італійська Серія A 2006–2007
Сезон 2006–07 в Серії A — футбольне змагання у найвищому дивізіоні чемпіонату Італії, що проходило між 10 вересня 2006 та 27 травня 2007 року. Став 75-м турніром з моменту заснування Серії A. Попередньо планувалося розпочати сезон 26 серпня 2006 року, однак його початок було відкладено через викриття фактів корупції в італійському футболі влітку 2006 року. Внаслідок розслідування корупційного скандалу було покарано низку клубів Серії A, у тому числі переглядом результатів сезону 2005–06 та накладанням штрафів у вигляді зняття турнірних очок в сезоні 2006—07.
Найсуворішим було покарання головному фігаранту скандалу, туринському «Ювентусу», який завершив сезон 2005—06 Серії A на першому місці. Команду було позбавлено чемпіонського титулу та усіх, набраних протягом сезону, очок. Відповідно «Ювентус» було відправлено до Серії B, сезон 2006—07 у якій він розпочинав з пасивом у -9 очок. Таким чином сезон 2006—07 став перешим розіграшем Серії A, який відбувся без участі «Ювентуса». Інші команди Серії A, яких було покарано за участь у корупційних схемах, залишилися в елітній лізі, однак їх було оштрафовано на турнірні очки як в сезоні 2005—06, так й у сезоні 2006—07. «Фіорентина», «Мілан»  та «Лаціо» розпочали сезон, маючи у пасиві відповідно -15, -8 та -3 очки. В рамках іншого розслідування «Реджина» отримала штраф у 15 очок, який пізніше було зменшено до 11 очок. Крім цього штраф у розмірі одного очка отримала «Сієна» за несвоєчасну сплату податків.
У порівнянні з попереднім сезоном кількість команд-учасниць Серії A лишилася незмінною (20), тож вибуття «Ювентуса» до Серії B дозволило «Мессіні», яка в сезоні 2005—06 зайняла 17-е місце в чемпіонаті, зберегти місце в елітному дивізіоні. Участь у сезоні 2006—07 в серії A також взяли 3 найкращих представника Серії B попереднього сезону («Аталанта», «Торіно» та «Катанія»).

## Чемпіон
Переможцем турніру став міланський «Інтернаціонале», який здобув свій 15-й в історії чемпіонський титул. Фактично клубу вдалося захистити «скудетто», отриманий попереднього сезону після скасування чемпіонства «Ювентуса».
Майбутні чемпіони захопили одноосібне лідерство у 12 турі турніру, після чого вже не залишали першого рядка турнірної таблиці. «Інтер» забезпечив собі перемогу в чемпіонаті вже 22 квітня 2007 року, перемігши «Сієну» і за п'ять турів до завершення першості отримавши 16-очковий відрив від найближчих конкурентів.
| Чемпіон Італії 2006/2007            |
| ----------------------------------- |
| «Інтернаціонале» (Мілан) 15-й титул |

## Команди
Участь у турнірі брали 20 команд:
| Club             | Місто          | Стадіон                        | 2005/2006 Сезон             |
| ---------------- | -------------- | ------------------------------ | --------------------------- |
| «Асколі»         | Асколі-Пічено  | Стадіо Чіно е Лілло Дель Дука  | 10-е в Серії A              |
| «Аталанта»       | Бергамо        | Стадіо Атлеті Адзуррі д'Італія | Переможці Серії B           |
| «Кальярі»        | Кальярі        | Стадіо Сант'Елія               | 14-е в Серії A              |
| «Катанія»        | Катанія        | Стадіо Анджело Массіміно       | 2-е в Серії B               |
| «К'єво»          | Верона         | Стадіо Маркантоніо Бентегоді   | 4-е в Серії A               |
| «Емполі»         | Емполі         | Стадіо Карло Кастеллані        | 7-е в Серії A               |
| «Фіорентина»     | Флоренція      | Стадіо Артеміо Франкі          | 9-е в Серії A               |
| «Інтернаціонале» | Мілан          | Джузеппе Меацца                | Чемпіони Серії A            |
| «Лаціо»          | Рим            | Стадіо Олімпіко (Рим)          | 16-е в Серії A              |
| «Ліворно»        | Ліворно        | Стадіо Армандо Піккі           | 6-е в Серії A               |
| «Мессіна»        | Мессіна        | Стадіо Сан-Філіппо             | 17-е в Серії A              |
| «Мілан»          | Мілан          | Сан-Сіро                       | 3-є в Серії A               |
| «Палермо»        | Палермо        | Стадіо Ренцо Барбера           | 5-е в Серії A               |
| «Парма»          | Парма          | Стадіо Енніо Тардіні           | 8-е в Серії A               |
| «Реджина»        | Реджо-Калабрія | Стадіо Оресте Гранілло         | 13-е в Серії A              |
| «Рома»           | Рим            | Стадіо Олімпіко (Рим)          | 2-е в Серії A               |
| «Сампдорія»      | Генуя          | Стадіо Луїджі Ферраріс         | 12-е в Серії A              |
| «Сієна»          | Сієна          | Стадіо Артеміо Франкі          | 15-е в Серії A              |
| «Торіно»         | Турин          | Стадіо Олімпіко (Турин)        | Переможці плей-оф в Серії B |
| «Удінезе»        | Удіне          | Стадіо Фріулі                  | 11-е в Серії A              |

## Турнірна таблиця
|                                                 |     | Турнірна таблиця 2006-2007 | О  | І  | В  | Н  | П  | М+ | М- |
| ----------------------------------------------- | --- | -------------------------- | -- | -- | -- | -- | -- | -- | -- |
| Чемпіон Італії · Вийшов до Ліги Чемпіонів       | 1.  | «Інтернаціонале»           | 97 | 38 | 30 | 7  | 1  | 80 | 34 |
| Володар Кубка Італії · Вийшов до Ліги Чемпіонів | 2.  | «Рома»                     | 75 | 38 | 22 | 9  | 7  | 74 | 34 |
| Вийшов до Ліги Чемпіонів                        | 3.  | «Лаціо»                    | 62 | 38 | 18 | 11 | 9  | 59 | 33 |
| Вийшов до Ліги Чемпіонів                        | 4.  | «Мілан»                    | 61 | 38 | 19 | 12 | 7  | 57 | 36 |
|                                                 | 5.  | «Палермо»                  | 58 | 38 | 16 | 10 | 12 | 58 | 51 |
|                                                 | 6.  | «Фіорентина»               | 58 | 38 | 21 | 10 | 7  | 62 | 31 |
|                                                 | 7.  | «Емполі»                   | 54 | 38 | 14 | 12 | 12 | 42 | 43 |
|                                                 | 8.  | «Аталанта»                 | 50 | 38 | 12 | 14 | 12 | 56 | 54 |
|                                                 | 9.  | «Сампдорія»                | 49 | 38 | 13 | 10 | 15 | 44 | 48 |
|                                                 | 10. | «Удінезе»                  | 46 | 38 | 12 | 10 | 16 | 49 | 55 |
|                                                 | 11. | «Ліворно»                  | 43 | 38 | 10 | 13 | 15 | 41 | 54 |
|                                                 | 12. | «Парма»                    | 42 | 38 | 10 | 12 | 16 | 41 | 56 |
|                                                 | 13. | «Катанія»                  | 41 | 38 | 10 | 11 | 17 | 46 | 68 |
|                                                 | 14. | «Реджина»                  | 40 | 38 | 12 | 15 | 11 | 52 | 50 |
|                                                 | 15. | «Сієна»                    | 40 | 38 | 9  | 14 | 15 | 35 | 45 |
|                                                 | 16. | «Торіно»                   | 40 | 38 | 10 | 10 | 18 | 27 | 47 |
|                                                 | 17. | «Кальярі»                  | 40 | 38 | 9  | 13 | 16 | 35 | 46 |
| Вибув до Серії B                                | 18. | «К'єво»                    | 39 | 38 | 9  | 12 | 17 | 38 | 48 |
| Вибув до Серії B                                | 19. | «Асколі»                   | 27 | 38 | 5  | 12 | 21 | 36 | 67 |
| Вибув до Серії B                                | 20. | «Мессіна»                  | 26 | 38 | 5  | 11 | 22 | 37 | 69 |

Турнірна таблиця за фактично набраними протягом сезону очками (без урахування штрафів, нарахованих за результатами розслідування корупційного скандалу 2006 року та через затримку зі сплатою податків):
|                  |     |    | Турнірна таблиця 2006-2007 за фактично набраними очками |    |
| ---------------- | --- | -- | ------------------------------------------------------- | -- |
| Чемпіон Італії   | 1.  | =  | «Інтернаціонале»                                        | 97 |
|                  | 2.  | =  | «Рома»                                                  | 75 |
|                  | 3.  | -3 | «Фіорентина»                                            | 73 |
|                  | 4.  | =  | «Мілан»                                                 | 69 |
|                  | 5.  | +2 | «Лаціо»                                                 | 65 |
|                  | 6.  | +1 | «Палермо»                                               | 58 |
|                  | 7.  | =  | «Емполі»                                                | 54 |
|                  | 8.  | -6 | «Реджина»                                               | 51 |
|                  | 9.  | +1 | «Аталанта»                                              | 50 |
|                  | 10. | +1 | «Сампдорія»                                             | 49 |
|                  | 11. | +1 | «Удінезе»                                               | 46 |
|                  | 12. | +1 | «Ліворно»                                               | 43 |
|                  | 13. | +1 | «Парма»                                                 | 42 |
|                  | 14. | -1 | «Сієна»                                                 | 41 |
|                  | 15. | +2 | «Катанія»                                               | 41 |
|                  | 16. | =  | «Торіно»                                                | 40 |
|                  | 17. | =  | «Кальярі»                                               | 40 |
| Вибув до Серії B | 18. | =  | «К'єво»                                                 | 39 |
| Вибув до Серії B | 19. | =  | «Асколі»                                                | 27 |
| Вибув до Серії B | 20. | =  | «Мессіна»                                               | 26 |

## Результати
| 2006/07        | 1   | 2   | 3   | 4   | 5   | 6   | 7   | 8   | 9   | 10  | 11  | 12  | 13  | 14  | 15  | 16  | 17  | 18  | 19  | 20  |
| -------------- | --- | --- | --- | --- | --- | --- | --- | --- | --- | --- | --- | --- | --- | --- | --- | --- | --- | --- | --- | --- |
| Інтернаціонале |     | 1:3 | 2:1 | 4:3 | 2:2 | 4:1 | 3:1 | 2:0 | 3:1 | 2:0 | 1:1 | 1:1 | 1:0 | 1:0 | 2:0 | 4:3 | 2:0 | 2:1 | 2:1 | 3:0 |
| Рома           | 0:1 |     | 1:1 | 1:1 | 4:0 | 2:0 | 1:0 | 3:0 | 3:1 | 2:2 | 3:1 | 4:0 | 3:0 | 2:0 | 1:0 | 0:0 | 4:3 | 2:1 | 7:0 | 0:1 |
| Мілан          | 3:4 | 1:2 |     | 3:1 | 0:2 | 2:1 | 3:1 | 1:0 | 0:0 | 1:0 | 2:3 | 1:0 | 3:1 | 3:1 | 0:0 | 2:1 | 1:0 | 1:0 | 3:0 | 0:0 |
| К'єво          | 0:2 | 2:2 | 0:1 |     | 0:1 | 2:1 | 0:0 | 1:0 | 0:1 | 1:0 | 2:0 | 1:1 | 3:2 | 0:0 | 1:2 | 0:1 | 1:1 | 2:2 | 2:1 | 3:0 |
| Палермо        | 1:2 | 1:2 | 0:0 | 1:1 |     | 3:0 | 0:1 | 3:4 | 1:1 | 4:0 | 2:0 | 2:0 | 4:3 | 1:3 | 2:1 | 0:3 | 2:1 | 2:3 | 5:3 | 3:0 |
| Ліворно        | 1:2 | 1:1 | 0:0 | 0:2 | 1:2 |     | 0:0 | 3:0 | 1:0 | 0:0 | 1:0 | 1:0 | 1:1 | 2:1 | 0:0 | 1:1 | 2:1 | 4:2 | 4:1 | 1:1 |
| Емполі         | 0:3 | 1:0 | 0:0 | 1:1 | 2:0 | 2:2 |     | 2:0 | 1:2 | 4:1 | 1:1 | 2:0 | 3:3 | 1:0 | 1:0 | 1:1 | 3:1 | 2:0 | 2:1 | 0:0 |
| Парма          | 1:2 | 0:4 | 0:2 | 2:2 | 0:0 | 1:0 | 3:1 |     | 2:0 | 1:0 | 0:3 | 0:1 | 2:2 | 2:1 | 1:0 | 1:3 | 4:1 | 3:1 | 1:1 | 1:0 |
| Фіорентіна     | 2:3 | 0:0 | 2:2 | 1:0 | 2:3 | 2:1 | 2:0 | 1:0 |     | 4:0 | 2:0 | 5:1 | 3:0 | 1:0 | 1:0 | 1:0 | 4:0 | 3:1 | 3:0 | 5:1 |
| Асколі         | 1:2 | 1:1 | 2:5 | 3:0 | 3:2 | 0:2 | 0:1 | 0:0 | 1:1 |     | 2:2 | 1:1 | 2:3 | 2:1 | 0:1 | 2:2 | 1:1 | 1:3 | 2:2 | 0:2 |
| Удінезе        | 0:0 | 0:1 | 0:3 | 2:1 | 1:2 | 4:0 | 0:1 | 3:3 | 1:0 | 0:0 |     | 1:0 | 1:1 | 3:1 | 3:0 | 2:4 | 1:0 | 2:3 | 0:1 | 2:0 |
| Сампдорія      | 0:2 | 2:4 | 1:1 | 3:0 | 1:1 | 4:1 | 1:2 | 3:2 | 0:0 | 2:0 | 3:3 |     | 0:0 | 1:1 | 0:0 | 2:0 | 3:1 | 2:1 | 1:0 | 1:0 |
| Реджина        | 0:0 | 1:0 | 2:0 | 1:1 | 0:0 | 2:2 | 4:1 | 3:2 | 1:1 | 2:1 | 1:1 | 0:1 |     | 2:1 | 0:1 | 2:3 | 3:1 | 1:1 | 0:1 | 1:1 |
| Кальярі        | 1:1 | 3:2 | 2:2 | 0:2 | 1:0 | 2:2 | 0:0 | 0:0 | 0:2 | 1:0 | 2:1 | 1:0 | 0:2 |     | 2:2 | 0:2 | 2:0 | 2:0 | 0:1 | 0:0 |
| Сієна          | 1:2 | 1:3 | 3:4 | 2:1 | 1:1 | 0:0 | 2:0 | 2:2 | 1:1 | 0:1 | 2:2 | 0:2 | 0:1 | 0:0 |     | 2:1 | 3:1 | 1:1 | 1:1 | 1:0 |
| Лаціо          | 0:2 | 3:0 | 0:0 | 0:0 | 1:2 | 1:0 | 3:1 | 0:0 | 0:1 | 3:1 | 5:0 | 1:0 | 0:0 | 0:0 | 1:1 |     | 1:0 | 1:0 | 3:1 | 2:0 |
| Мессіна        | 0:1 | 1:1 | 1:3 | 2:1 | 2:0 | 0:1 | 2:2 | 1:1 | 2:2 | 1:2 | 1:0 | 0:2 | 2:0 | 2:2 | 1:0 | 1:4 |     | 0:0 | 1:1 | 0:3 |
| Аталанта       | 1:1 | 2:1 | 2:0 | 1:0 | 1:1 | 5:1 | 0:0 | 1:1 | 2:2 | 3:1 | 1:2 | 3:2 | 1:1 | 3:3 | 3:1 | 0:0 | 3:2 |     | 1:1 | 1:2 |
| Катанія        | 2:5 | 0:2 | 1:1 | 2:0 | 1:2 | 3:2 | 2:1 | 2:0 | 0:1 | 3:3 | 1:0 | 4:2 | 1:4 | 0:1 | 1:1 | 3:1 | 2:2 | 0:0 |     | 1:1 |
| Торіно         | 1:3 | 1:2 | 0:1 | 1:0 | 0:0 | 0:0 | 1:0 | 1:1 | 0:1 | 1:0 | 2:3 | 1:0 | 1:2 | 1:0 | 1:2 | 0:4 | 1:1 | 1:2 | 1:0 |     |

## Бомбардири
Найкращим бомбардиром сезону 2006—07 Серії A став багаторічний лідер «Роми» Франческо Тотті, який 26 разів вразив ворота супротивників. Повний список гравців, що забили 10 і більше голів в сезоні:
|  | Голів | (пенальті) | Бомбардир           | Команда          |
|  | ----- | ---------- | ------------------- | ---------------- |
|  | 26    | 5          | Франческо Тотті     | «Рома»           |
|  | 20    | 5          | Крістіано Лукареллі | «Ліворно»        |
|  | 19    | 3          | Крістіан Рігано     | «Мессіна»        |
|  | 18    | 3          | Роландо Б'янкі      | «Реджина»        |
|  | 17    | 3          | Нікола Аморузо      | «Реджина»        |
|  |       | 5          | Джіоната Спінезі    | «Катанія»        |
|  | 16    | 0          | Лука Тоні           | «Фіорентина»     |
|  |       | 2          | Адріан Муту         | «Фіорентина»     |
|  |       | 3          | Томмазо Роккі       | «Лаціо»          |
|  | 15    | 0          | Златан Ібрагімович  | «Інтернаціонале» |
|  | 14    | 0          | Ернан Креспо        | «Інтернаціонале» |
|  |       | 3          | Вінченцо Яквінта    | «Удінезе»        |
|  |       | 4          | Лука Саудаті        | «Емполі»         |
|  |       | 5          | Давід Суасо         | «Кальярі»        |
|  | 13    | 0          | Ігор Будан          | «Парма»          |
|  |       | 0          | Фабіо Квальярелла   | «Сампдорія»      |
|  |       | 4          | Крістіано Доні      | «Аталанта»       |
|  | 12    | 0          | Альберто Джилардіно | «Мілан»          |
|  | 11    | 0          | Горан Пандев        | «Лаціо»          |
|  |       | 1          | Рікардо Зампанья    | «Аталанта»       |
|  |       | 2          | Антоніо Ді Натале   | «Удінезе»        |
|  | 10    | 4          | Евгеніо Коріні      | «Палермо»        |
|  |       | 4          | Марко Матерацці     | «Інтернаціонале» |
|  |       |            |                     |                  |

Крістіано Лукареллі забив сотий м'яч у матчах Серії «А». По завершенні сезону, до десятки найвлучніших голеадорів ліги входять: Сільвіо Піола (275), Гуннар Нордаль (225), Джузеппе Меацца (216), Жозе Алтафіні (216), Роберто Баджо (205), Курт Хамрін (190), Джузеппе Сіньйорі (188), Габрієль Батістута (184), Джамп'єро Боніперті (178), Амедео Амадеї (174).

## Відвідуваність
Середня відвідуваність матчів у порівнянні з попереднім сезоном дещо зменшилася. Втім, високий рівень відвідуваності останніх турів чемпіонату дозволив середньому рівню відвідуваності матчів сезону 2006—07 досягти рівня 19 720 глядачів за гру. Середня відвідуваність ігор сезону за клубом:
| Клуб             | Середня відвідуваність | Найвища відвідуваність | Гра                    |
| ---------------- | ---------------------- | ---------------------- | ---------------------- |
| «Асколі»         | 7,209                  | 15,000                 | проти «Мілана»         |
| «Аталанта»       | 12,246                 | 24,000                 | проти «Мілана»         |
| «Кальярі»        | Офіційні дані відсутні | Офіційні дані відсутні | Офіційні дані відсутні |
| «Катанія»        | 16,185                 | 20,000                 | проти «Палермо»        |
| «К'єво»          | 6,719                  | 13,000                 | проти «Асколі»         |
| «Емполі»         | 5,351                  | 12,000                 | проти «Фіорентини»     |
| «Фіорентина»     | 30,000                 | 41,000                 | проти «Мілана»         |
| «Інтернаціонале» | 48,000                 | 64,000                 | проти «Торіно»         |
| «Лаціо»          | 25,000                 | 61,000                 | проти «Роми»           |
| «Ліворно»        | 8,500                  | 13,000                 | проти «Сампдорії»      |
| «Мессіна»        | 11,500                 | 17,500                 | проти «Мілана»         |
| «Мілан»          | 47,000                 | 79,000                 | проти «Інтернаціонале» |
| «Палермо»        | 24,000                 | 35,000                 | проти «Катанії»        |
| «Парма»          | 15,000                 | 20,000                 | проти «Інтернаціонале» |
| «Реджина»        | 12,500                 | 21,000                 | проти «Мілана»         |
| «Рома»           | 38,689                 | 61,292                 | проти «Лаціо»          |
| «Сампдорія»      | 19,000                 | 27,000                 | проти «Інтернаціонале» |
| «Сієна»          | 8,000                  | 14,000                 | проти «Інтернаціонале» |
| «Торіно»         | 20,500                 | 24,000                 | проти «Інтернаціонале» |
| «Удінезе»        | 14,500                 | 20,000                 | проти «Інтернаціонале» |